# Coilia reynaldi
Cá mào gà hay cá mồng gà (Danh pháp khoa học: Coilia reynaldi), tên tiếng Anh: Reynald's grenadier anchovy là một loài cá trong họ cá trổng Engraulidae thuộc bộ cá trích Clupeiformes, chúng là loài cá thịt trắng hay cá trắng được ghi nhận là có ở Việt Nam thuộc vùng Đồng bằng sông Cửu Long và huyện Cần Giờ. Tại vùng tức dòng chảy các sông Tiền Giang và Hậu Giang không xuôi một chiều theo những con nước lớn, hay sông Vàm Nao, chúng thuộc nhóm "cá lựa", tức cá lớn một cỡ gồm có cả cá lòng tong đá và cá mồng gà

## Trong ẩm thực
Cá mồng gà là loại cá xô rẻ tiền nhưng có thể làm được nhiều món như: kho tương, pha trộn với thịt làm chả, dồn khổ qua hầm. Cá mồng gà nhiều xương nhỏ nên ít ai kho mà chỉ làm chả. Chả cá mồng gà rất dai và ngon hơn chả cá thác lác nhiều, nhiều món ăn rẻ tiền nhưng không hề bình dân cho những người nghèo, túi tiền eo hẹp vẫn thưởng thức sang trọng và bổ dưỡng không kém cạnh gì những món tốn kém.
Chúng là nguyên liệu cho món cá mồng gà kho, cá mồng gà rửa sạch, để ráo nước. Cho cá mồng gà vào thố, ướp với hạt nêm, nước mắm, đường, bột gọt, đầu hành, hành tím băm và một ít dầu ăn, để khoảng 25 phút cho cá thấm đều gia vị. Cho cá vào nồi, mở nhỏ lửa, nhẹ tay trở đều cá, châm khoảng 1/2 chén nước sôi vào cá, kho cho nước hơi sệt và kẹo lại. Khi cá trở màu và thấm gia vị, rắc tiêu xay, hành lá vào. Cho cá mồng gà kho vào đĩa, dùng nóng kèm với cơm trắng.